# Roi d'Italie
 (novembre 2024).
Si vous disposez d'ouvrages ou d'articles de référence ou si vous connaissez des sites web de qualité traitant du thème abordé ici, merci de compléter l'article en donnant les références utiles à sa vérifiabilité et en les liant à la section « Notes et références ».

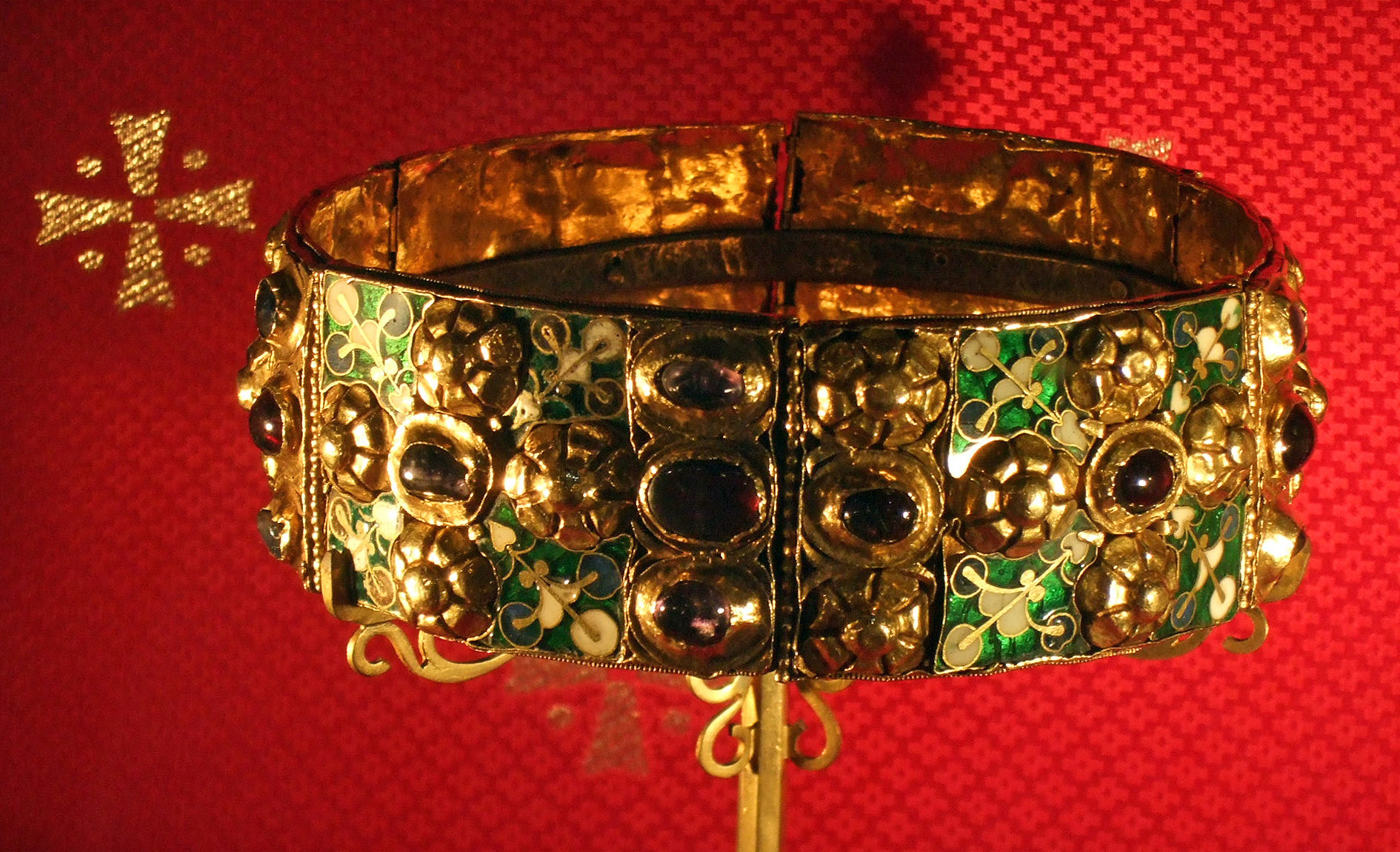
Couronne de fer de Lombardie.

Roi d'Italie (en italien : Re d'Italia ; en latin : Rex Italiae) est le titre donné au monarque souverain du royaume d'Italie après la chute de l'Empire romain d'Occident. Le premier à prendre le titre est Odoacre, un chef militaire barbare, à la fin du Ve siècle, suivi par les rois ostrogoths jusqu'au milieu du VIe siècle. Avec la conquête franque de l'Italie au VIIIe siècle, les Carolingiens prennent le titre, qui est maintenu par les Saints-Empereurs tout au long du Moyen Âge. Le dernier empereur à revendiquer le titre est Charles Quint au XVIe siècle. Pendant cette période, les détenteurs du titre sont couronnés de la couronne de fer de Lombardie.
Un royaume d'Italie est restauré de 1805 à 1814 avec Napoléon comme seul roi, centré dans le nord de l'Italie. Un royaume d'Italie couvrant toute la péninsule italienne est restauré à l'unification italienne dans les années 1860 avec le roi comme chef de l'État nouvellement recréé. À partir de 1861, la maison de Savoie tient le titre de roi d'Italie jusqu'à ce que le dernier roi, Humbert II, s’exile en 1946 lorsque l'Italie devient une république.

## Histoire
Après la déposition du dernier empereur d'Occident en 476, le chef des Hérules, Odoacre, a été nommé Dux Italiae (« duc d'Italie ») par l'empereur byzantin Zénon. Plus tard, les foederati germaniques, les Skires et les Hérules, ainsi qu'une grande partie de l'armée italique romaine, ont proclamé Odoacre Rex Italiae (« roi d'Italie »). En 493, le roi Ostrogoth Théodoric le Grand tua Odoacre et fonda une nouvelle dynastie de rois d'Italie. Le règne des Ostrogoths a pris fin lorsque l'Italie a été reconquise par l'Empire byzantin en 552.
En 568, les Lombards sont entrés dans la péninsule et ont recrée un royaume barbare en opposition à l'Empire, établissant leur autorité sur une grande partie de l'Italie, à l'exception de l'exarchat de Ravenne et des duchés de Rome, Vénétie, Naples et les parties les plus méridionales. Au VIIIe siècle, l'éloignement entre les Italiens et les Byzantins a permis aux Lombards de capturer les enclaves romaines restantes dans le nord de l'Italie. Cependant, en 774, ils sont vaincus par les Francs sous Charlemagne, qui déposent leur roi et prennent le titre de « Roi des Lombards ». Après la mort de Charles le Gros en 887, l'Italie est tombée dans l'instabilité et un certain nombre de rois ont tenté de s'établir en tant que monarques italiens indépendants. Au cours de cette période, connue sous le nom d'Anarchie féodale (888–962), le titre Rex Italicorum (« roi des Italiens » ou « roi des Italiques ») a été introduit. Après l'éclatement de l'empire franc, Otton Ier a ajouté l'Italie au Saint-Empire Romain et a continué à utiliser le titre Rex Italicorum. Le dernier à utiliser ce titre était Henri II (1004-1024). Les empereurs suivants ont utilisé le titre de « roi d'Italie » jusqu'à Charles Quint. Ils ont été couronnés à Pavie, Milan et Bologne.

## Titre complet
De 1861 à 1946, les titres complets des rois d'Italie étaient :
[Nom] par la grâce de Dieu roi de Sardaigne, de Chypre, de Jérusalem et d’Arménie, duc de Savoie, comte de Maurienne, marquis en Italie, prince de Piémont, de Carignan, d’Onéglia, de Poitin, de Trin, prince et vicaire perpétuel du Saint-Empire romain en Italie, prince de Carmagnole, de Montmélian, prince bailli du duché d’Aoste, prince de Chieri ; de Dronero, de Crescentino ; de Riva de Chieri et Banna, de Busca, de Bene, de Brà, duc de Gênes, de Montferrat, d’Aoste, du Chablais, de Genève, de Plaisance, marquis de Saluces, d'Ivrée, de Suse, de Maro, d’Oristano, de Cesana, de Savona, de Tarentaise, de Borogomanero et Curregio, de Caselle, de Rivoli de Pianezza, de Govone, de Salussola, de Racconigi, de Cavaller-Maggiore, de Marene, de Modane et de Lanslebourg, de Libourne Ferraris, de Santhia, d’Aglié, de Centallo et Demonte, de Desana, de Ghemme, de Vigone, comte de Barge, de Villefranche, de Genevois, de Nice, de Tende, de Romont, d’Asti, d’Alessandria, de Goceano, de Novarre, de Tortone, de Bobbio, de Soissons, de Saint-Antioco en Sardaigne, de Pollenzo, Roccabruna en Piémont, de Tricerro, de Bairo, d’Ozegna, d’Appertole, baron de Vaud et de Faucigny, seigneur de Verceil, de Pignerol, de la Lommelline et de la vallée de la Sesia, du marquisat de Ceva, grand-seigneur de Monaco, de Roquebrune et d'un décime de Menton, noble homme patricien vénitien, patricien de Ferrare, souverain et chef de la maison royale de Savoie[réf. incomplète].
Le roi d'Italie était le monarque avec le plus de titres[réf. souhaitée].